# Госно
Гòсно (на гръцки: Λαχανόκηποι, Лаханокипи, до 1926 година Γκόσνο, Госно, катаревуса: Γκόσινον, Госинон) е село в Егейска Македония, Гърция, дем Хрупища, област Западна Македония.

## География
Селото се намира на 12 километра югозападно от град Костур (Кастория) и на 5 километра западно от демовия център Хрупища (Аргос Орестико), на левия бряг на река Галешово при вливането на Бавина (Сиганорема).

## История

### Етимология
Йордан Заимов смята, че първоначалната форма на името е Гошино с обичайно застъпване на българското ш с гръцкото σ.

### В Османската империя
За църквата „Свети Лука“ се смята, че е средновековна. В XX век тя е в руини. Гробищната църква на селото „Свети Николай“ е обявена за паметник на културата.
В края на XIX век Госно е чисто българско село. Според статистиката на Васил Кънчов („Македония. Етнография и статистика“) в 1900 година Госно има 152 жители българи.
На Етнографската карта на Битолския вилает на Картографския институт в София от 1901 година Госна е чисто българско село в Костурската каза на Корчанския санджак с 30 къщи.
В началото на XX век населението на Госно е под върховенството на Цариградската патриаршия и едно от малкото гъркомански села в Костурско. По данни на секретаря на Българската екзархия Димитър Мишев („La Macédoine et sa Population Chrétienne“) в 1905 година в Госно има 240 българи патриаршисти гъркомани и в селото работи гръцко училище.
Гръцки статистики от 1905 година не отразяват промяната и показват Госно като село с 200 жители гърци.
Според Георгиос Панайотидис, учител в Цотилската гимназия, Фосно (Φόσνον) в 1910 година има 20 гъркогласни християнски семейства.
Според Георги Константинов Бистрицки Чифлик Госно преди Балканската война има 30 български къщи.
На етническата карта на Костурското братство в София от 1940 година, към 1912 година Госно е обозначено като българско селище.

### В Гърция
През войната селото е окупирано от гръцки части и остава в Гърция след Междусъюзническата война. След 1919 1 жител на Госно емигрира в България по официален път. Боривое Милоевич пише в 1921 година („Южна Македония“), че Госно има 50 къщи славяни християни. В 1926 година селото е прекръстено на Лаханокипи.
По време на Гражданската война 15 души от Госно загиват, а 25 души емигрират в социалистическите страни.
Жителите традиционно произвеждат тютюн и градинарски култури.
| Година    | 1913 | 1920 | 1928 | 1940 | 1951 | 1961 | 1971 | 1981 | 1991 | 2001 | 2011 | 2021 |
| --------- | ---- | ---- | ---- | ---- | ---- | ---- | ---- | ---- | ---- | ---- | ---- | ---- |
| Население | 121  | 161  | 196  | 264  | 270  | 265  | 184  | 215  | 202  | 149  | 105  | 86   |

## Личности
Родени в Госно
- Андон Сакавитов (Αντώνιος Σακαβίτης), гръцки андартски деец, агент от ІІІ ред[15]
- Атанас Сакавитов (Αθανάσιος Σακαβίτης), гръцки андартски деец, агент от ІІІ ред[15]
- Васил Сакавитов (Βασίλειος Σακαβίτης), гръцки андартски деец, агент от ІІІ ред[15]
- Григор Сакавитов (Γρηγόριος Σακαβίτης), гръцки андартски деец, агент от ІІІ ред[15]
- Филип Руселев (Φίλιππος Ρουσέλης), гръцки андартски деец, агент от ІІІ ред[15]
- Христо Сакавитов (Χρήστος Σακαβίτης), гръцки андартски деец, агент от ІІІ ред[15]
- Христо Чаушев (? – 1944), гръцки андартски деец